# Můj policista
Můj policista, v anglickém orignále My Policeman, je dramatický film z roku 2022, který režíroval Michael Grandage podle stejnojmenného románu Bethana Robertse z roku 2012. Snímek měl premiéru na Mezinárodním filmovém festivalu v Torontu 11. září 2022.

## Děj
Manželé Tom a Marion jsou již v důchodu. Žijí v Brightonu. Marion ubytuje v domě Patricka, jejich společného dávného přítele z mládí, který je po mrtvici a nedokáže se o sebe sám postarat. Tom s jejím rozhodnutím nesouhlasí a Patrickovi se vyhýbá. Po příchodu pacienta vyplouvají na povrch dávné vzpomínky z doby před 40 lety, kdy se na konci 50. let všichni tři potkali – Marion jako učitelka, Tom jako policista a Patrick jako kurátor v muzeu.

## Obsazení
| Harry Styles   | Tom Burgess                  |
| David Dawson   | Patrick Hazlewood            |
| Emma Corrin    | Marion Taylor                |
| Rupert Everett | Patrick Hazlewood (ve stáří) |
| Linus Roache   | Tom Burgess (ve stáří)       |
| Gina McKee     | Marion Taylor (ve stáří)     |
| Andrew Tiernan | Bert                         |
| Jack Bandeira  | Leonard                      |
| Kadiff Kirwan  | Nigel                        |

### Ocenění
- Mezinárodní filmový festival Chicago: nominace v soutěži OutLook
- Mezinárodní filmový festival v Torontu: TIFF Tribute Award for Performance